# Straight Jackin
Стрејт џекин (Straight Jackin) је српска репкор група, која је основана у Санкт Петербургу 1994. године.

## Биографија

### Оснивање и почеци у Русији
За време студија режије у Санкт Петербургу, Југослав Петровић се упознао са тамошњом андерграунд музичком сценом и врло брзо постао њен активни учесник. Под снажним утицајем хип хопа, Петровић заједно са неколицином чланова ска и реге бенда Markscheider Kunst 1994. године оснива Стрејт џекин. У јуну исте године група снима прву песму и спот Син Мафије, а крајем године одржава свој први концерт у тада популарном Петербуршком клубу ТАМ-ТАМ. У апрлиу 1996. одлазе у Melody Music Studios где снимају свој први албум.

### Повратак у Србију и први албум
Међутим 1996. године Петровић се враћа у Србију где му се придружују бубњар Небојша Адамовић и гитариста Дејан Ђоровић. Тиме се завршава руска и почиње београдска фаза Стрејт џекина. У октобру 1996. за Метрополис рекордс издају на аудио-касети први албум Улаз се отвара чешће, који у јануару 1997. доживљава реиздање на компакт-диску. Бенду се придружује басиста Саша Ђокић. Са првог албума су снимљена укупно три спота и то за песме Син мафије, Мало среће и Џахрастафарај који је режирао Петар Илић Ћирило. Први концерт одржавају у мају 1997. у СКЦ-у.

### Други албум и промене у групи
Група улази у студио у априлу 1998. године, а већ у августу издаје други албум за Сити рекордс. На овом албуму је присутан јак утицај регеа, што је последица Петровићеве сарадње са бендовима који су свирали у ТАМ-ТАМу у време његовог боравка у Русији. Џахрастафарај је доживео велики успех на српској андерграунд сцени, а са њега су снимљени спотови за две песме, ЗЕС у септембру 1998. који је режирао сам Петровић и ГАН који је у фебруару 1999. режирао Петар Илић. У мају 2002. бенд напуштају првобитни чланови београдског састава Дејан Ђоровић и Небојша Адамовић.

### Трећи албум и рад на четвртом
У октобру 2002. се групи придружује гитариста Миодраг Шуша, а заједно са бубњаром Слободаном Јуришићем и продуцентом Игором Боројевићем издају албум 004. за Bassivity. 2004. године снимљени су спотови за песме Лопове, наркомане и Фердинанд које је режирао Југослав Петровић. У новембру 2006. се бенду придружио бубњар Горан Петровић и заменио Боројевића који је свирао бубњеве на концертима током 2005. Исте, 2006. године групу напушта Миодраг Шуша и одлази у Њујорк. Са овог албума су снимљена три спота. Први је режирао Петровић и то за песму Извини Џах, док су за песме Зашто да чекамо? и Лудница спотове режирали Олга Глисин и Иван Правдић. Тренутно група ради на четвртом албуму Где друзја? за ПГП РТС, а део материјала је снимљен са првобитном, петербуршком, поставом Стрејт џекина.

## Дискографија

### Студијски албуми
- 2004. 004 (Bassivity)
- 1998. Џахрастафарај (Сити рекордс)
- 1997. Улаз се отвара чешће (Метрополис рекордс)